# Helina ampycoloba
Helina ampycoloba este o specie de muște din genul Helina, familia Muscidae, descrisă de Fang și Fan în anul 1993.
Este endemică în Sichuan. Conform Catalogue of Life specia Helina ampycoloba nu are subspecii cunoscute.